# John Aloisi
John Aloisi (Adelaide, 5 de Fevereiro de 1976) é um ex-futebolista e atual treinador de  futebol austráliano. Atuou como atacante, atualmente é o treinador do Brisbane Roar FC
John é o irmão mais novo do atacante do Adelaide United, Ross Aloisi.

## Carreira
Aloisi representou a Seleção Australiana de Futebol, nas Olimpíadas de 2004, marcando três gol no evento.
No dia 16 de novembro de 2005 bateu o pênalti decisivo que valeu a classificação da Seleção Australiana para a Copa do Mundo de 2006, após vitória do seu time sobre o Uruguai por 1 X 0 no tempo normal. Nos pênaltis a Austrália venceu por 4 X 2.

## Títulos

### Clube
- Adelaide City:
  - NSL Championship: 1991–92
- Central Coast Mariners:
  - A-League Premiership: 2007–08
- Sydney FC:
  - A-League Premiership: 2009–10
  - A-League Championship: 2009–10
- Osasuna:
  - Copa del Rey: Vice Copa del Rey de 2004–05

### Seleção
- Copa das Confederações: Vice 1997
- Copa das Nações da OFC: 2004

### Individual
- Copa das Confederações: Chuteira de Bronze de 2005 (4 gols)